# Francisco Sá Carneiro
Pour les articles homonymes, voir Carneiro (homonymie).
 (septembre 2018).
Si vous disposez d'ouvrages ou d'articles de référence ou si vous connaissez des sites web de qualité traitant du thème abordé ici, merci de compléter l'article en donnant les références utiles à sa vérifiabilité et en les liant à la section « Notes et références ».
Francisco Manuel Lumbrales de Sá Carneiro (Porto, 19 juillet 1934 - Camarate, 4 décembre 1980) est un homme politique portugais qui est Premier ministre en 1980.

## Biographie

### Sous le régime de l'Estado Novo
Avocat de profession, formé au droit à l'université de Lisbonne, il est élu député de l'Action nationale populaire (ANP, parti unique) à l'Assemblée nationale, le parlement du régime salazariste. Il devient alors le leader de l'Aile libérale, un groupe de députés de l'ANP favorable à l'instauration d'une démocratie parlementaire.
Ayant préparé un projet de révision constitutionnelle allant dans ce sens, il démissionne lors du rejet de celui-ci. Il est alors soutenu par d'autres députés tels que Francisco Pinto Balsemão ou Joaquim Magalhães Mota.

### Après le25 avril 1974
À la suite de la révolution des Œillets, Sá Carneiro fonde, notamment avec Pinto Balsemão et Magalhães Mota, le Parti populaire démocratique (PPD), une formation de centre-droit aujourd'hui dénommée Parti social-démocrate, dont il devient le secrétaire général.
Membre du Ier gouvernement provisoire en 1974, il est élu député à l'Assemblée constituante le 25 avril 1975, étant reconduit lors de l'élection de l'Assemblée de la République tout juste un an plus tard.
Il démissionne de la direction du PSD en 1977, mais y est réélu en 1978. En 1979, il fonde l'Alliance démocratique, une coalition de droite unissant son parti avec le Centre démocratique et social et le Parti populaire monarchiste, et qui remporta les élections de la même année. Francisco Sá Carneiro est alors nommé Premier ministre et forme le VIe gouvernement constitutionnel.
L'AD ayant accru sa majorité absolue aux élections régulières de 1980, il est reconduit au poste de Premier ministre.

### Mort
Le Premier ministre Francisco Sá Carneiro reste, à ce jour, le seul de l'histoire démocratique portugaise à être mort au cours de ses fonctions. Sa mort est survenue lors du crash de son avion le 4 décembre 1980 dans la localité de Camarate.
Le chef du gouvernement venait de décoller de Lisbonne, en compagnie de sa compagne et du ministre de la Défense, Adelino Amaro da Costa, pour Porto, où ils devaient participer à un meeting du général Soares Carneiro, candidat du PSD à la présidentielle de 1980, quand l'avion s'est écrasé, ne laissant aucun survivant.
Le même jour, Sá Carneiro avait lancé un appel au vote en faveur du général Carneiro, menaçant de démissionner s'il n'était pas élu à la présidence de la République (ce qui se produisit, le général Antonio Ramalho Eanes, Président sortant, ayant été réélu). Étant donné cet accident tragique, toutes les spéculations sont permises quant à la décision qu'aurait alors pu prendre le Premier ministre.
- celle de l'accident (justifiée par un supposé manque d'entretien sur un avion qui n'était pas récent) ;
- celle de l'attentat, qui soulève quelques questions : contre qui (Sá Carneiro ou le ministre Amaro da Costa) aurait été dirigé un tel acte terroriste ? Et qui y avait intérêt ?

## Hommage
L'aéroport de Porto, où se rendait le leader du PSD, est baptisé de son nom, en dépit d'objections sur la pertinence de choisir pour un aéroport le nom d'une personne morte dans un accident d'avion.